# Аппер-Йодер Тауншип (округ Кембрія, Пенсільванія)
Аппер-Йодер Тауншип (англ. Upper Yoder Township) — селище (англ. township) в США, в окрузі Кембрія штату Пенсільванія. Населення — 5147 осіб (2020).

## Демографія
Згідно з переписом 2010 року, у селищі мешкало 5449 осіб у 2202 домогосподарствах у складі 1431 родини. Було 2349 помешкань
Расовий склад населення:
| - 96,7 % — білих - 1,3 % — азіатів - 0,9 % — чорних або афроамериканців - 0,1 % — вихідців з тихоокеанських островів - 0,1 % — корінних американців |

До двох чи більше рас належало 0,8 %. Частка іспаномовних становила 0,8 % від усіх жителів.
За віковим діапазоном населення розподілялося таким чином: 17,5 % — особи молодші 18 років, 56,3 % — особи у віці 18—64 років, 26,2 % — особи у віці 65 років та старші. Медіана віку мешканця становила 49,7 року. На 100 осіб жіночої статі у селищі припадало 90,1 чоловіків;  на 100 жінок у віці від 18 років та старших — 86,2 чоловіків також старших 18 років.
Середній дохід на одне домашнє господарство  становив 76 326 доларів США (медіана — 63 161), а середній дохід на одну сім'ю — 87 789 доларів (медіана — 71 399). Медіана доходів становила 56 802 долари для чоловіків та 50 500 доларів для жінок. За межею бідності перебувало 3,9 % осіб, у тому числі 6,4 % дітей у віці до 18 років та 2,0 % осіб у віці 65 років та старших.
Цивільне працевлаштоване населення становило 2357 осіб. Основні галузі зайнятості: освіта, охорона здоров'я та соціальна допомога — 29,8 %, мистецтво, розваги та відпочинок — 12,1 %, виробництво — 10,2 %, транспорт — 8,6 %.